# Franjo Šimić
Franjo Šimić (Gospić, 25 de mayo de 1900-Mostar, 9 de agosto de 1944) fue un coronel y general croata, que perteneció a la Guardia Nacional. Antes del estallido de la Segunda Guerra Mundial, sirvió también como ayudante de María de Rumanía, consorte de Alejandro I de Yugoslavia, rey de los serbios, croatas y eslovenos.
En agosto de 1942, Šimić retomó Šuica y Tomislavgrad. Asimismo, le concedieron la Orden Militar del Trébol de Hierro por su defensa de las plazas de Kupres y Bugojno.
Supuestamente asesinado en Mostar en 1944, se le concedió a título póstumo otra orden que le valió también el título de vitez o caballero.